# Hermanos Ignatov
Hasan e Ibrahim Ignatov (en búlgaro Хасан Игнатов и Ибрахим Игнатов), nacidos el 15 de diciembre de 2003 en Shumen, son gemelos y pianistas de Bulgaria.
A su corta edad, estos gemelos han conseguido ganar alrededor de unas veinte competiciones de Piano, tanto en su país natal, Bulgaria, como internacionales. Gracias a su éxito, han recibido numerosas ofertas de varias escuelas de música de Rusia, Suiza o Dinamarca para que continúen allí sus estudios de piano.
También fueron premiados con por la fundación de «Dimitar Berbatov» en la sexta edición de los premios anuales «Successful children of Bulgaria» (Niños exitosos de Bulgaria en español). Sus hermanas Nermin y Merlin son también gemelas y se dedican a cantar pop y folk. 
Con tan solo 5 años, su padre Denis Ignatov (que toca la Gadulka, un instrumento tradicional de Bulgaria) empezó a dirigir la carrera musical de estos pequeños que comenzaron a tocar el piano con 8 años, registrando notables resultados en tan solo dos años de experiencia.
El 17 de noviembre de 2012 aparecieron en la primera competición nacional «Andrei Stoyanov», invitados por el profesor Alexander Tekeliev. Concursaron de manera individual y Hassan consiguió el primer premio; mientras que su hermano Ibrahim quedó en cuarto lugar.
Desde entonces, han participado de manera individual en unas 20 competiciones y como dúo de pianistas en unas siete. En la mayoría de los casos, ganaron el primer o segundo premio de su categoría. Hassan acumula actualmente un total de 20 premios, mientras que su hermano Ibrahim ha ganado un total de 19.
En 2014 fueron seleccionados para acompañar a Krisia Todorova representando a Bulgaria en el Festival de la Canción de Eurovisión Junior 2014 con la canción «Planet of the Children».